# El Tablero
El Tablero är en ort i Mexiko.   Den ligger i kommunen Teocaltiche och delstaten Jalisco, i den centrala delen av landet, 400 km nordväst om huvudstaden Mexico City. El Tablero ligger 1 724 meter över havet och antalet invånare är 144.
Terrängen runt El Tablero är huvudsakligen en högslätt. El Tablero ligger nere i en dal. Runt El Tablero är det ganska glesbefolkat, med 39 invånare per kvadratkilometer. Närmaste större samhälle är Teocaltiche, 16,9 km väster om El Tablero. Omgivningarna runt El Tablero är en mosaik av jordbruksmark och naturlig växtlighet.